# Костава, Гурам Георгиевич
Гурам Георгиевич Костава (груз. გურამ გიორგის ძე კოსტავა; 18 июня 1937, Тбилиси — 20 июня 2024) — советский фехтовальщик на шпагах, бронзовый призёр Олимпийских игр 1960 года в командных соревнованиях, бронзовый призёр Олимпийских игр 1964 года в индивидуальных соревнованиях, двукратный чемпион мира, чемпион СССР в индивидуальной шпаге.

## Биография
Родился 18 июня 1937 года в Тифлисе, СССР. Окончил Тбилисский государственный университет.
Выступал за Вооружённые cилы (Тбилиси).
Умер 20 июня 2024 года в возрасте 87 лет.

## Награды, медали
- Медаль «За трудовое отличие» (16.09.1960) — за успешные выступления в XVII летних и VIII зимних Олимпийских играх 1960 года, а также за выдающиеся спортивные достижения[6]
- Заслуженный мастер спорта СССР (1965).